# Manfred Russell
Manfred Russell Russell (sinh ngày 23 tháng 9 năm 1988) là một cầu thủ bóng đá người Costa Rica thi đấu ở vị trí tiền vệ cho Comunicaciones FC.

## Sự nghiệp câu lạc bộ
Russell khởi đầu sự nghiệp tại Deportivo Saprissa trước khi gia nhập San Carlos đầu mùa giải Verano 2010. Anh trở lại Saprissa năm 2011. Vào mùa hè năm 2015, anh gia nhập Guatemalan side Antigua on a year's loan.

## Sự nghiệp quốc tế
Vào ngày 12 tháng 8 năm 2010, anh ra mắt quốc tế trong trận giao hữu trước Paraguay, trận đầu tiên trong chuỗi  trận giao hữu thành công mà anh thi đấu năm đó.